# عبء المعرفة
يصف مصطلح عبء المعرفة (بالإنجليزية: burden of knowledge)‏ صعوبة قيام العلماء بإضافة جديدة إلى مجال علمي بسبب زيادة كمية الأعمال العلمية السابقة التي يجب فهمه جيدًا بمرور الوقت. ويظهر هذا العبء في كافة التخصصات العلمية. تتضمن الأدلة على وجود هذا العبء اتجاهًا يتمثل في أن كثير من الباحثين يصبحون أكبر سنًا قبل حصولهم على براءة اختراعهم الأولى، أو قبل النشر في مجلة علمية مرموقة، وكذلك الحاجة إلى أن تكون المجموعات العلمية البحثية أكبر حجمًا حيث يحتاج العلماء إلى التعاون حتى يكون لدى الفريق فهم كافٍ للأعمال السابقة وبالتالي يمكنهم الوصول لشيء جديد.

## الدراسات حول هذه الفكرة
وقد دخلت الدراسات الصريحة لهذه الفكرة التيار الرئيسي من خلال أعمال بنيامين جونز Benjamin Jones، وخاصة كتاب عبء المعرفة وموت رجل عصر النهضة The Burden of Knowledge and the Death of the Renaissance Man، ومع أعمال يان بريندل Jan Brendel وساشا شفايتزر Sascha Schweitzer المسماة عبء المعرفة في الرياضيات The Burden of Knowledge in Mathematics.

## نظرة عامة
تعكس الدراسات النظرية والتجريبية أن الباحثين والمبتكرين لا يُولدون بالخبرة المطلوبة ويجب عليهم أولاً القيام بالتعلُّم ومعرفة الأسس العلمية الأولية لمجالات بحثهم. ومع تراكم المعلومات والاكتشافات عبر العصور، يستغرق هضم المعرفة الموجودة وتحسينها وقتًا أطول نظرًا لكثرتها. وعلى نحو مماثل، تتقدم حدود المعرفة بمعدل متزايد بشكل عام، وتتغير كثيرًا بمرور الوقت. ويشير مصطلح "عبء المعرفة" إلى صعوبة مواكبة حدود المعرفة سريعة التطور.
المقياس الصعب الذي يستخدمه بريندل وشوايتزر لقياس عبء الرياضيات هو عُمر الباحث عند قيامه بالنشر العلمي لأول مرة. ويشيرون على وجه التحديد إلى "زيادة كبيرة في متوسط أعمار الباحثين عند نشر أبحاثهم لأول مرة في إحدى مجلاتنا الأعلى تصنيفًا".
تشير النتائج المرتبطة بتحقيقات عبء المعرفة إلى انخفاض الإنتاجية لدى الباحثين والمطورين الفرديين وزيادة إنتاجية الفِرق البحثية، حيث يُكمل أعضاء الفريق البحثي بعضهم بعضًا. وتشمل الأمثلة البارزة للأبحاث الجماعية الفعالة للغاية في العلوم الأساسية أعمال الحائزين على جائزة نوبل أمثال: فرانسيس كريك وجيمس واتسون في مجال بنية الحمض النووي، وأعمال يانغ تشن نينج وتسونغ داو لي في مجال التكافؤ، واكتشافات وتطوير لقاح الرنا mRNA الذي قام به كلا من كاتالين كاريكو ودرو فايسمان، وغيرها الكثير من الأمثلة على الأعمال البحثية الجماعية.
وتشير الأبحاث أيضًا إلى احتمال ظهور نتائج أفضل في الفرق المتنوعة بين الجنسين. ومن المثير للاهتمام أن الأبحاث تشير إلى تطور أفضل من خلال الفرق الكبيرة والمزيد من الابتكارات والتغييرات في مجال البحث والتطوير من خلال الفرق الصغيرة.

## عبء المعرفة والتحديات في مجالات أخرى
وتوجد تحديات أخرى قد تؤدي إلى ظهور عبء المعرفة، فقد تكون بسبب التعقيد المتزايد والبيانات في مجالات أخرى. لقد لوحظت تحديات الإنتاجية في مجال البحث والتطوير لاكتشاف الأدوية الصيدلانية، نظرًا للتعقيد الذي تقوم عليه. وتتجلى التحديات أيضًا في الاتجاه العام لبراءات الاختراع والأوراق البحثية والاكتشافات التي أصبحت أقل إزعاجًا. 

## استخدامات أخرى لعبارة "عبء المعرفة"
يستخدم كريستيان تورنر (أستاذ القانون) مصطلح "عبء المعرفة" بطريقة مختلفة، حيث يستخدمه في الإشارة إلى المواقف التي قد يكون من الأفضل فيها عدم معرفة الأشياء، على سبيل المثال تجنب التفاصيل المؤلمة وغير المريحة المتعلقة بصحتك. وهو تفسير مختلف تمامًا لما درج عليه الناس في توضيح معنى "عبء المعرفة".